# Кино Арена
„Кино Арена“ ЕООД е най-голямата киноверига в България от откриването на първите мултиплекс комплекси в страната от 2003 година до фалита си през 2019 година.
При фалита на предприятието неговите собственици се опитват да прехвърлят част от активите и дейността му към нова фирма – „Кино Арена България“ ЕООД – която към 2024 година оперира 6 кина в 5 града – София, Пловдив, Плевен, Смолян и Кърджали. Седалището на фирмата е в Бизнес парк София.
„Кино Арена“ е основана през 2000 година, а първото кино – мултиплекс комплекс в квартал „Илинден“ в София – е открито през 2003 г. Кината на „Кино Арена“ използват модерни за времето си технологии като IMAX и системите за озвучаване Dolby Atmos с 360-градусова звукова панорама. Дигиталното кинооборудване дава възможност и за показване на опери, балети, концерти и спортни събития, включително на живо чрез сателитна връзка.
През 2020 г. двата комплекса „Арена“ в софийските квартали „Младост 4“ и „Илинден“ са обявени за продажба от частен съдебен изпълнител, а през юни 2022 г. затваря „Кино Арена Делукс“ в „България Мол“. През 2023 г. от компанията съобщават, че активно се работи по отварянето на нови зали в София, Пловдив и Добрич. През юни 2024 г. е открито кино "Арена" в West Mall в София (бивш Мега Мол). През есента на 2024 г. е затворено кино "Арена" във Варна, като друга българска кинокомпания – „Синеленд“ - наема залите в „Гранд Мол Варна“.